# Billaea atkinsoni
Billaea atkinsoni là một loài ruồi trong họ Tachinidae.